# Denis Harbour
Denis Harbour (* 3. August 1917 in Oka; † 24. Dezember 2009 in Oka) war ein kanadischer Sänger (Bass).

## Leben und Wirken
Harbour studierte Jura und nahm daneben Gesangsunterricht bei Arthur Laurendeau. Er entschied sich dann für eine Laufbahn als Sänger und setzte seine Ausbildung zwischen 1945 und 1953 bei Paul Althouse, Léon Rothier, Herbert Graf und Alfredo Valenti in New York fort. Er trat in dieser Zeit in Konzerten und im Rundfunk auf und tourte mit der Charles Wagner Opera Company durch die USA. 1949 gewann er die Metropolitan Opera Auditions of the Air und debütierte als Schließer in Giacomo Puccinis Oper Tosca an der Metropolitan Opera. Er sang in der Saison 1948–49 sieben Rollen in 26 Aufführungen und wurde 1949 von Arturo Toscanini für eine Rundfunkaufnahme der Oper Aida als König von Ägypten engagiert.
1950 sang Harbour Méphistophélès bei den Montreal Festivals im Delorimier Stadium den Méphistophélès in Gounods Faust, 1951 war er Solist in einer Aufführung von Verdis Requiem des Montreal Symphony Orchestra (MSO). Ebenfalls als Solist mit dem MSO sang er 1953 in Beethovens Neunter Sinfonie und 1956 in Mozarts Requiem, 1957 mit dem Quebec Symphony Orchestra den Prolog in Arrigo Boitos Mefistofele.
In der Saison 1952–53 unternahm Harbour eine Konzerttournee durch England, Holland, die Schweiz und Skandinavien. In den Jahren danach bis 1957 moderierte er mit Claire Gagnier das Rundfunk-, später Fernsehprogramm der CBC Serenade for Strings. 1959 beendete er seine Laufbahn als Sänger und arbeitete als Produzent für die CBC. Von 1972 bis zur Schließung 1978 leitete er die Musikabteilung des Kaufhauses Dupuis Frères in Montreal.